# Webboptimering
Webboptimering är förbättringsarbete på en webbplats i syfte att göra den bättre - oftast för att göra webbplatsen snabbare. 
Det finns en bred mängd av anledningar till att en webboptimering skulle kunna tänkas utföras. Den främsta anledningen är den växande förväntan från dagens konsumenter att hitta rätt information på internet relativt snabbt. Webbplatser som laddar långsamt påverkar dock inte bara humöret hos konsumenten, utan påverkar även på vilken plats sökmotorer väljer att placera en webbplats i sökresultaten. Som webbredaktör kan sökresultatet hos sökmotorerna tänkas vara att högsta vikt, då undersökningar visar att de 3 främsta sökresulteten får 68,7% av sökarnas klick.

## Olika typer av webboptimering
Det finns en mängd olika typer av optimeringar som kan göras på webbplatser. Den främsta är att optimera webbplatsen för att ladda snabbt, och brukar göras genom att implementera ett cacheminne. Det går att implementera cache på olika sätt, där ett - sk. page cache - är att låta besökarens webbläsare spara en kopia av webbplatsen. Denna kopia kommer sedan att visas för användaren nästa gång besökaren vill surfa in på webbplatsen. 
En annan typ av webboptimering är sk. bildoptimering, vilket går ut på att optimera såväl bilders metadata som filstorlek. Det går att lägga till metadata för en bild genom vanliga funktioner i operativsystem så som Windows. För att minimera filstorleken av en bild används algoritmer som tar bort pixlar som människans ögon ändå inte kan se. Dessa algoritmer är tillgängliga online, och oftast gratis.